# Carlo Ravelli
Carlo Ravelli (fl. XIX-XX secolo) è stato un calciatore italiano.

## Carriera
Fu presente nell'unica partita giocata dalla Ginnastica nel 1902 ovvero la sconfitta per 5-2 del 2 marzo 1902 contro l'Audace Torino. La Ginnastica non giocò gli altri due incontri dando forfait e giungendo quindi al quarto ed ultimo posto del girone eliminatorio piemontese.
Sui tabellini veniva indicato come "Ravelli III" per distinguerlo dagli altri omonimi presenti nella rosa della Ginnastica.

## Statistiche

### Presenze e reti nei club
| Stagione | Club              | Campionato | Campionato | Campionato | Campionato |
| Stagione | Club              | Comp       | Pres       | Reti       |            |
| -------- | ----------------- | ---------- | ---------- | ---------- | ---------- |
| 1902     | Ginnastica Torino | CI         | 1          | 0          |            |
| Totale   | Totale            | Totale     | 1          | 0          |            |